# Jeff Wall
Jeffrey Wall, OC, RSA (29 de setembro de 1946) é um artista canadense, conhecido por suas fotografias Ilfochrome retroiluminadas em grande escala e por seus escritos sobre história da arte. No início de sua carreira, ele publicou ensaios sobre o trabalho de seus colegas da Escola de Vancouver, Rodney Graham, Ken Lum e Ian Wallace. Seus quadros fotográficos muitas vezes tomam como pano de fundo a mistura de beleza natural, decadência urbana e ausência de características pós-modernas e industriais de Vancouver.

## Carreira
Wall recebeu seu mestrado pela Universidade da Colúmbia Britânica em 1970, com uma tese intitulada Berlin Dada and the Notion of Context. Nesse mesmo ano, ele parou de fazer arte. Com sua esposa inglesa, Jeannette, que conheceu quando estudante em Vancouver, e seus dois filhos pequenos, mudou-se para Londres para fazer pós-graduação de 1970 a 1973 no Instituto Courtauld, onde estudou com T. J. Clark. Wall foi professor assistente na Nova Scotia College of Art and Design (1974–75), professor associado na Universidade de Simon Fraser (1976–87), lecionou por muitos anos na Universidade da Colúmbia Britânica e lecionou na European Graduate School. Ele publicou ensaios sobre Dan Graham, Rodney Graham, Roy Arden, Ken Lum, Stephan Balkenhol, On Kawara e outros artistas contemporâneos.

## Exibições
As primeiras exposições coletivas de Wall incluem exposições de 1969 no Museu de Arte de Seattle, Washington, e Vancouver Art Gallery, e New Multiple Art na Whitechapel Gallery, Londres em 1970. Sua primeira exposição individual foi realizada na Nova Gallery, Vancouver em 1978.
As exposições individuais incluem ICA, Londres (1984), Irish Museum of Modern Art, Dublin, Irlanda (1993), Whitechapel Gallery, Londres (2001), Kunstmuseum Wolfsburg, Wolfsburg, Alemanha (2001), Museum für Moderne Kunst, Frankfurt (2001/2002), Hasselblad Center, Gotemburgo, Suécia (2002), Astrup Fearnley Museum, Oslo, Noruega (2004) e retrospectivas em Schaulager, Basileia (2005), Tate Modern (2005) e MoMA, Nova Iorque (2007), Art Institute of Chicago (2007), SFMoMA, São Francisco (2008), Museu Tamayo, Cidade do México e Galeria de Arte de Vancouver, Vancouver (2008) e Coleções de Arte do Estado, Dresden (2010). Wall também foi incluído nos documentos 10 e 11.
Para sua retrospectiva no Palais des Beaux Arts, Bruxelas, em 2011, Wall escolheu cerca de 130 obras de seus artistas favoritos, do fotógrafo Eugène Atget dos anos 1900 a trechos de filmes (Fassbinder, Bergman, os irmãos Dardenne) e peças dos contemporâneos Thomas Struth e David Claerbout. Eles foram mostrados ao lado de 25 de suas próprias fotos.

## Reconhecimento
Wall estava entre os nomes da lista de 2011 de Blake Gopnik "Os 10 artistas mais importantes de hoje", com Gopnik argumentando: "Por três décadas, Wall vem testando toda a gama do que as imagens ainda podem fazer e significar, após a antiarte 'provar' que eles estavam mortos." O artista também recebeu os seguintes elogios:
- Prêmio Hasselblad, 2002.[10]
- Membro da Sociedade Real do Canadá, 2006.[11]
- Oficial da Ordem do Canadá, dezembro de 2007.[12]
- Prêmio Audain pelo conjunto de sua obra (prêmio anual da Colúmbia Britânica para as artes visuais), março de 2008.[13]

## Influência
As imagens em grande escala e as composições estudadas de Wall são consideradas influentes na Escola de Fotografia de Düsseldorf, liderada por Andreas Gursky, Thomas Struth, Thomas Ruff e Candida Höfer.